# Kazachstan na letnich igrzyskach olimpijskich
Kazachstan wystartował we wszystkich letnich IO od igrzysk w Atlancie w 1996.

## Klasyfikacja medalowa
| Igrzyska             | Złoto | Srebro | Brąz | Razem |
| -------------------- | ----- | ------ | ---- | ----- |
| 1996, Atlanta        | 3     | 4      | 4    | 11    |
| 2000, Sydney         | 3     | 4      | –    | 7     |
| 2004, Ateny          | 1     | 4      | 3    | 8     |
| 2008, Pekin          | 2     | 3      | 4    | 9     |
| 2012, Londyn         | 3     | 2      | 6    | 11    |
| 2016, Rio de Janeiro | 2     | 5      | 10   | 17    |
| 2021, Tokio          | –     | –      | 8    | 8     |
| Razem                | 14    | 22     | 35   | 71    |

### Według dyscyplin
| Dyscyplina           | Złoto | Srebro | Brąz | Razem |
| -------------------- | ----- | ------ | ---- | ----- |
| Boks                 | 7     | 7      | 10   | 24    |
| Judo                 | –     | 2      | 2    | 4     |
| Karate               | –     | –      | 2    | 2     |
| Kolarstwo            | 1     | 1      | –    | 2     |
| Lekkoatletyka        | 2     | 1      | 2    | 5     |
| Pięciobój nowoczesny | 1     | –      | –    | 1     |
| Pływanie             | 1     | –      | –    | 1     |
| Podnoszenie ciężarów | 1     | 4      | 6    | 11    |
| Strzelectwo          | –     | 2      | 1    | 3     |
| Taekwondo            | –     | –      | 1    | 1     |
| Zapasy               | 1     | 5      | 11   | 17    |
| Razem                | 14    | 22     | 35   | 71    |